# Поляки на Украине

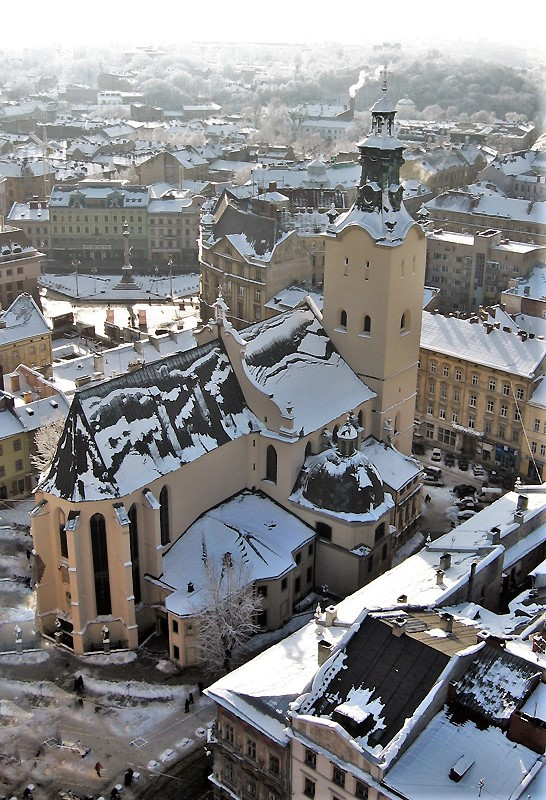
Львовский латинский кафедральный собор, место присяги Яна Казимира II

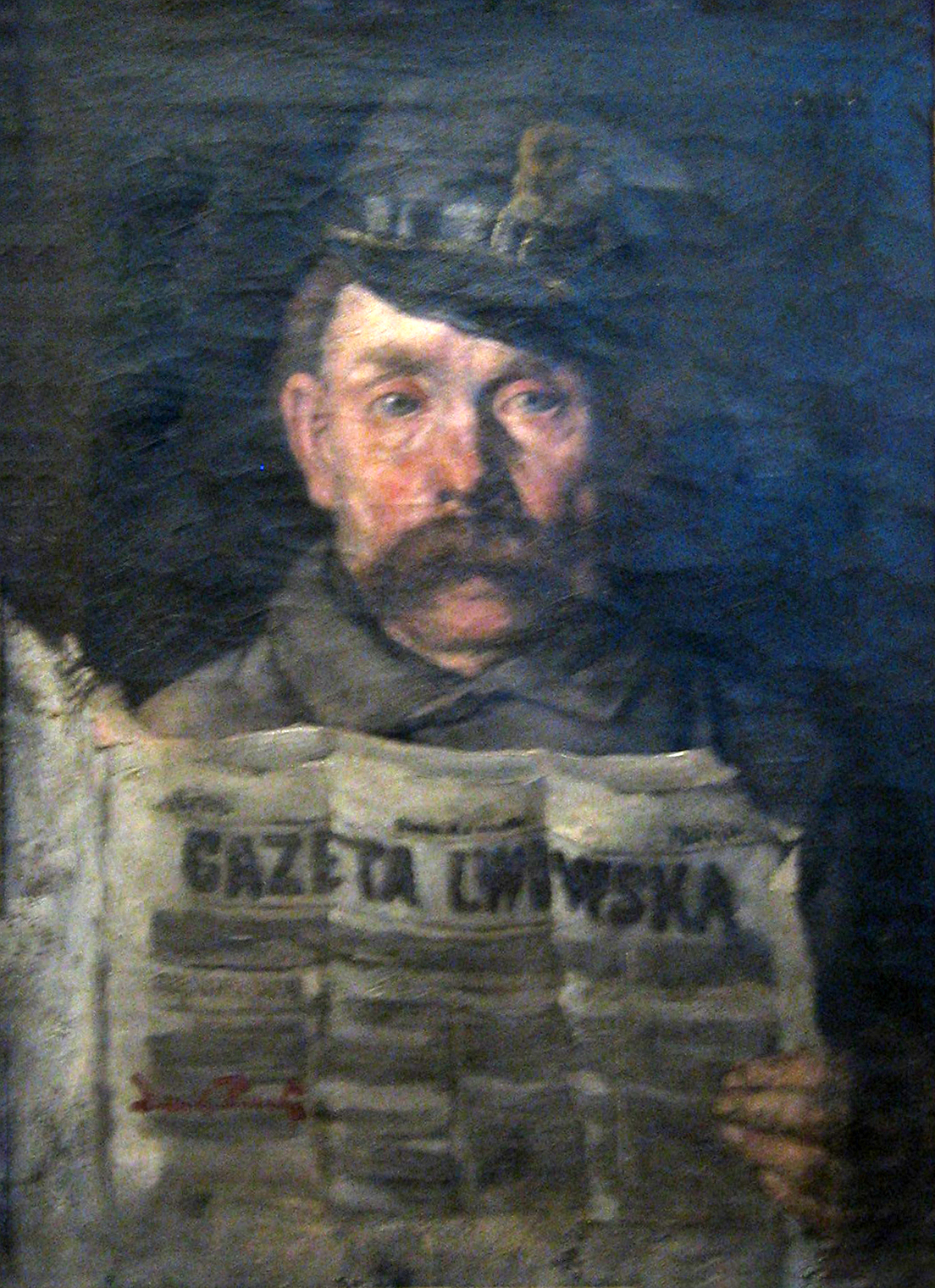
Картина Людвика Стасяка «Почтальон». Почтовый служащий держит номер одной из старейших польскоязычных газет — «Gazeta Lwowska»

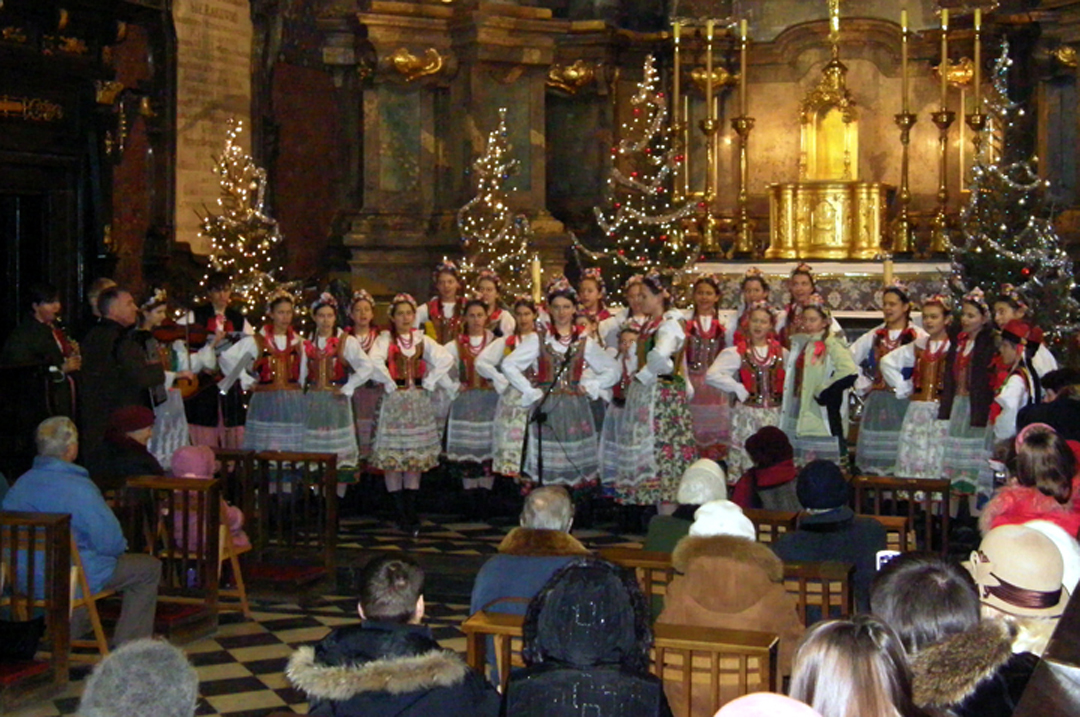
Выступление польского детского хора во львовском римско-католическом Кафедральном соборе

Школа с польским языком обучения во Львове (в прошлом — польская гимназия Святой Магдалены)

Поляки на Украине (пол. Polacy na Ukrainie, укр. Поляки в Україні) — польское этническое меньшинство на Украине, согласно данным переписи населения 2001 года насчитывало 144 100 человек.

## История
Первые поляки появились на территории современной Украины уже в X веке, когда Польше принадлежали т. н. «Червенские города» (впоследствии завоеванные Русью). После очередного завоевания Червенских городов в 1030—1031 годах киевский князь Ярослав Мудрый расселил польских военнопленных на оборонной линии вдоль реки Рось.
Переселение более крупных групп поляков на территорию современной Украины началось в XIV веке, после включения Галиции в состав Польши. Массовые переселения приходятся на XVІІ-XVІІІ ст. и были обусловлены поражением Польши в войне с Турцией и усилением угнетения польских крестьян, которые искали лучшей судьбы на «восточных кресах». Польское население направлялось на Правобережье (Волынь, Подолье, частично Западную Киевщину), а также — в Восточную Галицию. В середине XVІ ст. на Украину переселялись крестьяне восточных воеводств Польши — Люблинского, Жешувского, Краковского, в XVІІ — XVІІІ ст., после Люблинской унии увеличилось число переселенцев из центральных районов Польши, Мазовии и частично Мазурского Поозерья. Поляки принимали участие и в военно-земледельческой колонизации степных районов, основав здесь ряд поселений. Ещё больше поселений основали поляки на Западной Украине, причём некоторые из них стали крупными населёнными пунктами, среди них Станислав (ныне — Ивано-Франковск), Тернополь, Кристинополь (ныне — Червоноград), Жолква, Рава-Русская и другие.
Доля поляков среди населения Правобережной Украины составляла в середине XIX века до 6 %, при этом на Волыни до 10 %, Киевщине — 5, Подолье — 3 %. Местами их концентрации были уезды Новоград-Волынский (свыше 15 % населения), Староконстантиновский (15 %), Луцкий (14 %), Кременецкий (13,30 %) в Волынской губернии, Махновский уезд Киевской губернии (11 %), Балтский — Подольской губернии (6 %). Поляки жили также на австрийской Буковине (переселяясь сюда из Галиции) — около 1 %. Их удельный вес в Причерноморье вырос после реформ 1861 года до почти 2 %. Однако, основным регионом расселения поляков на Украине была Восточная Галиция. В 1800 г. В Восточной Галиции поляки представляли пятую часть всего населения, при этом их доля постепенно росла: во Львовском воеводстве в 1817 г. они составляли 30,08 %, а в 1900 г.- 37,21 %; в Тернопольском — соответственно 27,37 и 31,15 %; в Перемышльском — 24,18 и 32,21 %, Саноцком — 36,63 и 37,21 %.
Поляки на Украине не были однородными в социальном плане: часть из них представляли «мазуры» (в прошлом бедные крестьяне), часть шляхта и горожане. В конце XVІІІ ст. на Правобережной Украине поляки составляли большинство правящего слоя, католического духовенства, служащих.
На начало 1930-х годов доля этнических поляков в составе Компартии Украины была приблизительно вдвое большей, чем среди всего населения Советской Украины, а генеральным секретарем ЦК КП(б)У был поляк Станислав Косиор. В рамках политики коренизации в 1926—1935 годах существовал польский национальный район имени Мархлевского, близ Житомира, был открыт ряд польских школ. В начале 1930-х годов отношение советских властей к полякам Украинской ССР (особенно жителям пограничной полосы) резко изменилось. В 1933—1935 годах была проведена проверка польских школ и значительная часть их была украинизирована. Например, в Винницкой области в 1934 году украинскими стали 135 из 291 польских школ. В Киевской области в 1934 году были реорганизованы 70 из 153 польских школ. В 1935 году было принято постановление секретариата ЦК КП(б)У «О реорганизации немецких и польских школ в приграничных районах», после чего на конец 1935 года в Винницкой области оставалось лишь 35 польских школ. Но и это сокращение не было последним. По данным на 1938 год в Украинской ССР преподавание на польском языке осуществлялось только в 50 школах. 10 апреля 1938 года в УССР вышло постановление, которое предписывало реорганизовать польские, немецкие и другие национальные (кроме украинских) школы в обычные советские школы, а также ликвидировать соответствующие национальные классы и отделения при школах, техникумах и вузах. Во второй половине тридцатых годов XX века польский автономный район был упразднён, значительная часть польского населения была выселена в Казахстан, а на их место из других регионов Украины переселяли проверенных украинцев-колхозников, ударников.
Во второй половине 1930-х и в 1940-х годах численность поляков на территории Украины значительно сократилась в результате депортации поляков в восточные районы СССР, этнических чисток, проводимых украинскими националистами (в частности, на Волыни), и репатриации польскими и советскими властями большинства галицийских и волынских поляков после окончательного закрепления западноукраинских земель за УССР. В дальнейшем переписи населения показали неуклонное сокращение численности польского населения на Украине: 1959—363 тыс., 1970—295 тыс., 1979—258 тыс. и 1989—219 тыс.
справки, подготовленной ответственным работником аппарата Верховного Совета СССР Н. Ф. Викулиным в отдел партийных органов ЦК КПСС, согласно которым к январю 1964 г. в Украинской ССР кроме украинских и русских школ имелись до 100 венгерских школ, до 4 школ на польском языке, а в Закарпатской области издавались газеты на русском, украинском, венгерском языках.

## Современность

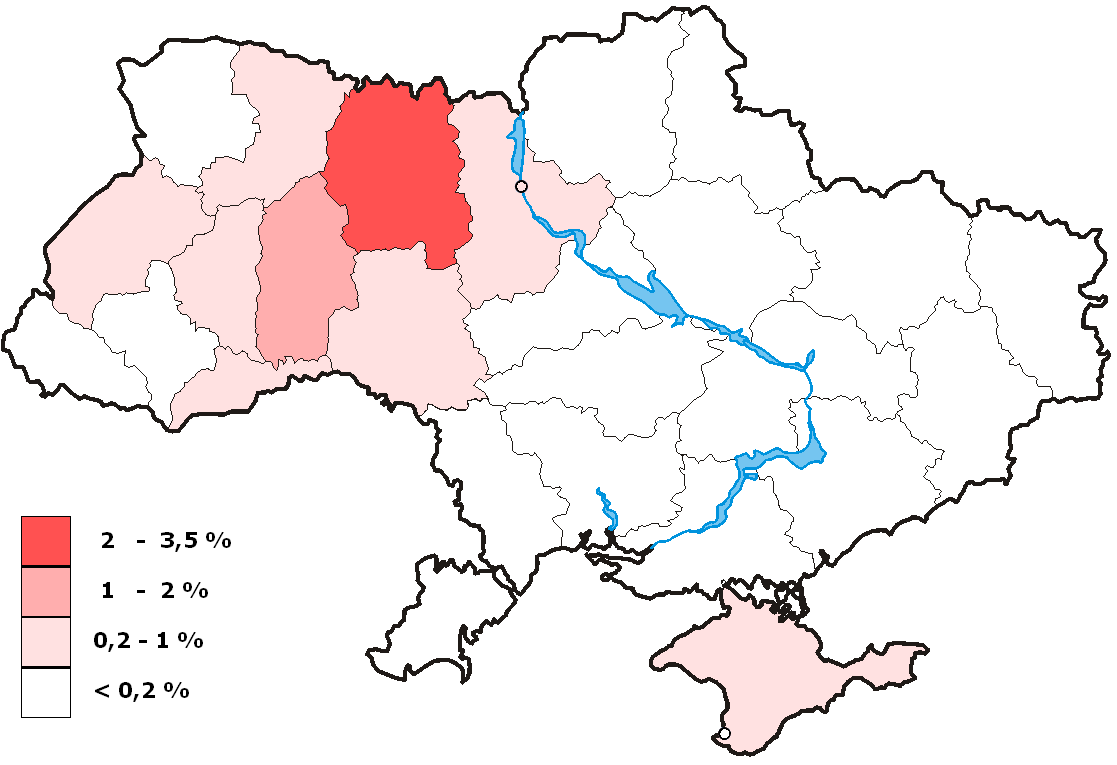
Доля поляков на Украине по данным переписи населения 2001 года

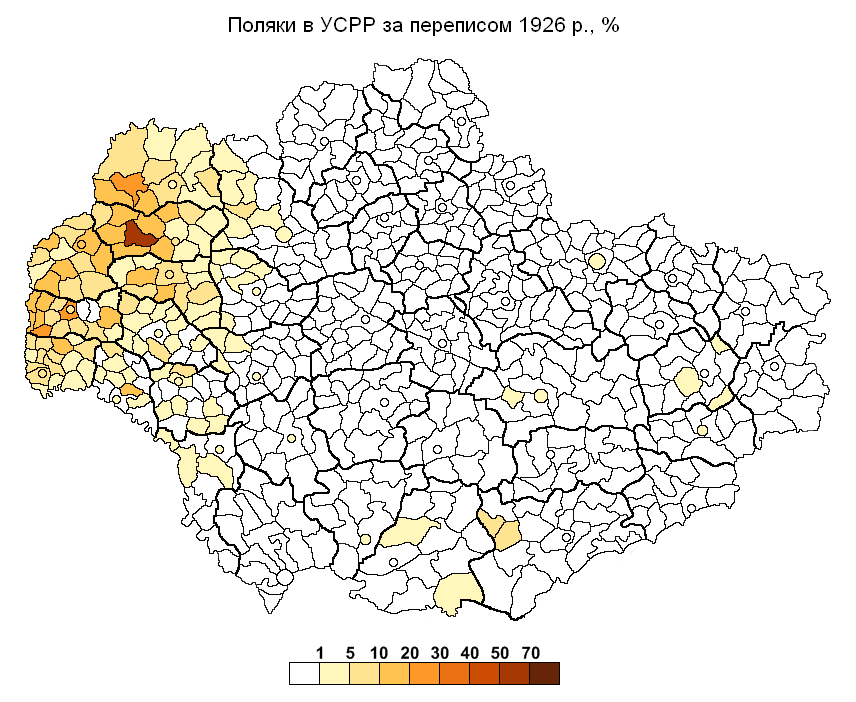
Доля поляков в Украинской ССР по данным переписи населения 1926 года

Ныне поляки в национальном составе населения Украины составляют 0,3 % и представлены практически во всех её регионах, но традиционной полосой их расселения остаются западные районы Украины: Житомирщина (4,5 %), Хмельнитчина (2,4 %), Львовщина (1 %), Тернопольщина (0,6 %), Волынь (0,5 %). По сравнению с переписью 1989 года количество польского населения сократилось на 34 %.
На Украине работают польские школы, а польский язык изучается в некоторых вузах. В Киеве работает польская библиотека имени Адама Мицкевича.
13 октября 1990 года представители Польши и Украины подписали «Декларацию об основах и общих направлениях в развитии польско-украинских отношений». Статья 3 этого заявления говорит, что страны не имеют никаких территориальных претензий друг к другу, и не будут их иметь в будущем. Обе страны обещали соблюдать права национальных меньшинств и заботиться об их положении.
Среди поляков очень сильны ассимиляционные процессы: согласно переписи 2001 года 71 % поляков Украины назвали своим родным языком украинский, 16 % русский и только 13 % — польский.
По состоянию на начало 2016 года на Украине существуют 10 школ и потоков с обучением на польском языке. С 2016/17 учебного года, несмотря на протест польских организаций, министерство просвещения Украины отменило возможность сдачи экзамена по польскому языку на аттестат зрелости. На 2017 год на Украине осталось 5 школ с преподаванием на польском языке, по данным польских источников 6 школ (4 средних и 2 начальных). В сентябре 2017 года Президент Украины Петр Порошенко подписал закон, предусматривающий следующие изменения в сфере обучения на языках национальных меньшинств в школах:
- Прекращение преподавания в школах на языках национальных меньшинств. С 2018 года — с 5-го класса и старше, к 2020 году — полностью. Исключение — право создавать отдельные классы с преподаванием на языках «коренных народов Украины» — крымчаков, крымских татар и караимов;
- Разрешено преподавать один или несколько предметов в школах на языках Евросоюза..

Таким образом, с 2020 года на польском языке в украинских школах будет разрешено преподавание лишь некоторых предметов.
По заявлению МИД Польши, ситуация с польскими школами на Украине обсуждается с украинским руководством. В случае, если решение о переводе образования в этих школах на другой язык будет принято, то у Польши есть готовый план решения проблемы получения украинскими поляками образования на родном языке. Польское правительство гарантирует, что образование на польском языке на Украине будет только расширяться.
По данным Государственной службы статистики Украины в 2023/24 учебном году существовали классы с преподаванием на польском языке в двух областях Украины. Из 286 111 учащихся в учреждениях общего среднего образования во Львовской области 744 (0,26 % учеников области) обучались в польскоязычных классах. Из 135 705 учащихся в учреждениях общего среднего образования в Хмельницкой области 230 (0,17 % учеников области) обучались в польскоязычных классах.